# 龙头溪
龙头溪（拼音：Lóngtóu Xī），日文稱道安溪（Dōan-dani），是位于中日台争议岛屿钓鱼岛及其附属岛屿（日文称尖阁诸岛）的钓鱼岛（日文称鱼钓岛）东北部的一条溪流，自南向北流入海洋。龙头溪的中文名于2012年9月20日由国家海洋局、民政部正式命名。日文名由黑岩恆在1900年命名。
龙头溪屬於钓鱼岛四條主要溪流之一。